# Straßenbahn Wittenberg
Die Straßenbahn Wittenberg war eine Pferdebahn in Wittenberg. Sie verkehrte von 1888 bis 1921 und verband den Bahnhof mit dem Stadtzentrum.  

## Hintergrund und Eröffnung
Die Entfernung vom Bahnhof zum Stadtzentrum mit dem Rathaus beträgt nahezu zwei Kilometer. Daher wünschten die Bürger für sich und ihre Besucher ein öffentliches Verkehrsmittel. Dieses schuf der Rentier Ernst Rettig in Form einer meterspurigen Pferdebahn, die er am 26. Juli 1888 eröffnete. Er erhielt vom Bürgermeister der Stadt eine Beförderungkonzession für 40 Jahre. Die preußischen Behörden in Merseburg hatten die Genehmigung für die „Wittenberger Pferdebahn“ erteilt, obwohl es in der Bevölkerung auch Widerstände gegen den Schieneneinbau und den befürchteten Verkehrslärm gab.
Die vom Wittenberger Magistrat erlassene Verordnung zur Regelung des Pferdebahnbetriebs forderte Kenntnisse des Kutschers im Umgang mit Pferden. Er musste den Stadtvätern im Rathaus bekannt sein und neben einer Uniform eine mit einer Nummer versehene Mütze tragen. Die Fahrzeiten hatten sich nach der Uhrzeit der Stadtkirchturmuhr zu richten. Der Pferdeführer durfte die Bevölkerung nicht zur Mitfahrt animieren und hatte Betrunkene und Personen mit geladenen Gewehren abzuweisen. Das Annehmen von Trinkgeldern war verboten. 

## Verlauf
Die 1,6 Kilometer lange Trasse wurde innerhalb von drei Wochen verlegt. Die Strecke wurde von einem mit einem Pferd bespannten Buswagen befahren. Sie führte vom Empfangsgebäude des Bahnhofs zwischen den Bahnstrecken Berlin–Halle und Roßlau–Falkenberg/Elster nach Südwesten und bog dann in die Collegienstraße ab. Am Lutherhaus vorbei ging es geradeaus zum Marktplatz. Zunächst endete die Bahn an der Ecke Juristenstraße/Coswiger Straße. Da durch die enge Kurve an der Elbstraße/Schlossstraße die Pferdebahn häufig aus dem Gleis sprang, wurde die Endstation zum Gasthaus „Schwarzer Bär“ (Schlossstraße 2) verlegt. Auf dem dortigen Hof wurde die Bahn an jedem Abend abgestellt.

## Stilllegung
In der wirtschaftlich schwierigen Zeit nach dem Ersten Weltkrieg stellte der Unternehmer 1921 den Betrieb ein. Zur Einführung der elektrischen Traktion kam es nicht mehr. Bereits im Baedeker von 1914 heißt es: „Pferdebahn bei Ankunft der Züge bis zum Markt (zehn Pfennig), auch Kraftomnibus.“